# 自然进气发动机
自然進氣引擎（英語：naturally aspirated engine）為發動機最基本的動力形式，在進入引擎汽缸前，以外界空氣（1大氣壓）直接與噴油針噴岀之汽油混合而成汽油霧，最後進入燃燒室點燃。有別於裝備增压器的引擎，沒有如渦輪增壓器與机械增压器等過給裝置，有增壓器的引擎以強制加壓空氣的方法，輸進燃燒室，可使產生較大馬力，但也較容易產生爆震，加入的汽油辛烷值必須較高，種類也較挑剔，同時汽缸的壓縮比也不宜過高，而採用渦輪增壓的引擎更會有渦輪延遲的缺點，但自然進氣引擎皆不會有這些問題，整體成本都偏低，適合給平價無高性能需求的載具，不過自然進氣引擎也可採用高轉速設計達到高性能。現今市售的汽油車款多採用自然進氣引擎。